# Spadek (film 1988)
Spadek – polski film obyczajowy z 1988 roku w reżyserii i według scenariusza Mirosława Gronowskiego. Scenariusz i dialogi napisał Jerzy Janicki.

## Fabuła
Tytułowy spadek to plac w kresowym Buczaczu, który główny bohater filmu Leon Zabielak otrzymał w zapisie jako wdzięczność za uratowanie życia Żydowi w czasie II wojny światowej, a po wielu latach zapisuje w testamencie członkom swojej rodziny. Mimo to żadna z dwóch córek nie podejmuje się przyjęcia spadku. Treść filmu składa się z fabuły dotyczącej ostatnich chwil życia bohatera, jak również reminiscencji do lat jego młodości. We wspomnieniach Zabielaka powraca przedwojenna atmosfera Kresów Wschodnich. Najbliższym przyjacielem i finalnie spadkobiercą jest kolega Zabielaka z lat młodości, Stasiek Pyzik.
Postać fiakra Gedaliego stworzył Jerzy Janicki, przywołując autentyczną osobę znaną osobiście z Buczacza, zarazem umieszczając tę osobę w scenariuszu filmu pt. Warszawa. Rok 5703.

## Obsada
- Ignacy Machowski – Leon Zabielak
- Tomasz Kozłowicz – Leon Zabielak w młodości
- Bronisław Pawlik – Stasiek Pyzik, przyjaciel Zabielaka
- Piotr Kazimierski – Stasiek Pyzik w młodości
- Stanisława Celińska – Agnieszka, córka Leona Zabielaka
- Ewa Ziętek – Kasia, córka Leona Zabielaka
- Juliusz Berger – fiakier Gedali
- Piotr Kozłowski – Cylek, syn Gedalego
- Andrzej Szczepkowski – notariusz
- Janusz Fifowski – Krzyś, wnuk Zabielaka
- Piotr Gąsowski – Franek, żołnierz w okopie
- Joanna Jeżewska – Nastka
- Aleksandra Konieczna – Ryfka
- Helena Kowalczykowa – gospodyni księdza
- Gustaw Lutkiewicz – krawiec
- Janusz Paluszkiewicz – kościelny
- Maciej Szary – listonosz
- Włodzimierz Wiszniewski – Słobodzian
- Aleksander Gawroński – przyjmujący nekrolog do druku
- Jerzy Janeczek – Rysiek, zięć Zabielaka
- Marek Kondrat – wikary
- Roman Kosierkiewicz – żołnierz niemiecki
- Czesław Mroczek – Aleksiejuk
- Andrzej Precigs – gefreiter przeszukujący dom Pyzika
- Jan Szurmiej – mleczarz Lejzor
- Jerzy Zass – Niemiec na ziemiach odzyskanych

## Zdjęcia
- Warszawa, Stary Sącz, Prostki, Krupin.